# Little Joe
Little Joe és el nom d'una pel·lícula britànico-austríaca dramàtica dirigida per Jessica Hausner i estrenada el 2019.

## Sinopsi
Alice és una mare separada que crea plantes mitjançant enginyeria genètica en una empresa que busca desenvolupar noves espècies. És la responsable de l'últim disseny de la seva companyia, del que s'espera un gran èxit no només per la seva bellesa de les seves flors, sinó també pel seu valor terapèutic: si la planta es troba en les condicions òptimes, garanteix a qui la cuidi una sensació de felicitat, degut a que el seu perfum conté oxitocina. Un dia, Alice decideix anar en contra de les normes de la seva empresa i porta una planta a Joe, el seu fill. Tots dos la bategen com "Little Joe" ("Petit Joe"). A mesura que creix, Alice comença a sospitar que potser la seva nova creació no és tan inofensiva com volia i que sembla crear una dependència sobre qui en respira el seu pol·len. Però també dubta de si tots els signes que percep, explicables per altres causes, no són sinó una projecció de les seves pròpies preocupacions. Se li planteja així un dilema ètic sobre la seva feina, i també la dificultat d'objectivar els possible efectes adversos de la innovació científica o tècnica.

## Repartiment
- Emily Beecham com Alice.
- Ben Whishaw com Chris.
- Kerry Fox com a Bella.
- Kit Connor com Joe.
- David Wilmot com Karl.
- Phénix Brossard com Ric.
- Jason Cloud com l'estudiant.
- Sebastian Hulk com Ivan.
- Leanne Best com Brittany.
- Lindsay Duncan com el fisioterapeuta.
- Goran Kostic

## Reconeixements
- 2019: Festival Internacional de Cinema de Canes - Millor Actriu a Emily Beecham (Guanyadora)